# 三氧化钋
三氧化钋，又称氧化钋(VI) ，是一种无机化合物，化学式 PoO3。 它是钋的三种氧化物之一，另外两种氧化物分别是一氧化钋(PoO) 和二氧化钋 (PoO2)。 它是一种氧族元素互化物。 到目前为止，仅检测到痕量的三氧化钋。 

## 制备
据报道，在酸性溶液中，钋的阳极 沉积过程中形成了微量的三氧化钋。 尽管这里没有实验上的证据，沉积物可溶于过氧化氢中的事实表明它含有高氧化态的钋。 三氧化钋还被预测可以由二氧化钋和三氧化铬在空气中化合而成。

### 制备钋(VI)化合物的难处
氧化 Po(IV) 是一件非常困难的事。举个例子，唯一已知的六卤化钋是它的六氟化物—PoF6，而且氟已经是电负性最大的元素了（尽管六碘化钋有一次被报告存在于蒸汽中，它立刻分解了）。 不过，制备三氧化钋和钋酸盐（包括PoO2−
4 阴离子，类似于同族的硫酸盐、硒酸盐和碲酸盐）的难处是钋(IV) 化合物中的钋一般都是钋-210，最容易获得的钋的同位素，有强放射性。对于锔的类似工作表明，使用更长寿命的同位素会更容易实现更高的氧化态；因此，使用寿命更长的钋-208或钋-209可能更容易获得Po(VI)（尤其是三氧化钋）。  已经提出，与其他高氧化态元素一样，Po(VI)可能在诸如PoF2−
8或PoO6−
6等阴离子中更稳定。 